# Lawrenceburg, Tennessee
Lawrenceburg är administrativ huvudort i Lawrence County i Tennessee. Orten har fått sitt namn efter sjömilitären James Lawrence. Vid 2020 års folkräkning hade Lawrenceburg 11 633 invånare.

## Kända personer från Lawrenceburg
- Michael Jeter, skådespelare